# William Nelson
William Nelson (n. secolul al XIX-lea – d. secolul al XX-lea) a fost un luptător ce a reprezentat Statele Unite ale Americii, medaliat olimpic. A participat la o ediție a Jocurilor Olimpice (1904) în care a câștigat o medalie de bronz.

## Participări
Lista de mai jos prezintă principalele competiții la care a participat William Nelson de-a lungul carierei.
- wrestling at the 1904 Summer Olympics – men's freestyle flyweight[*]